# 수전 팔루디

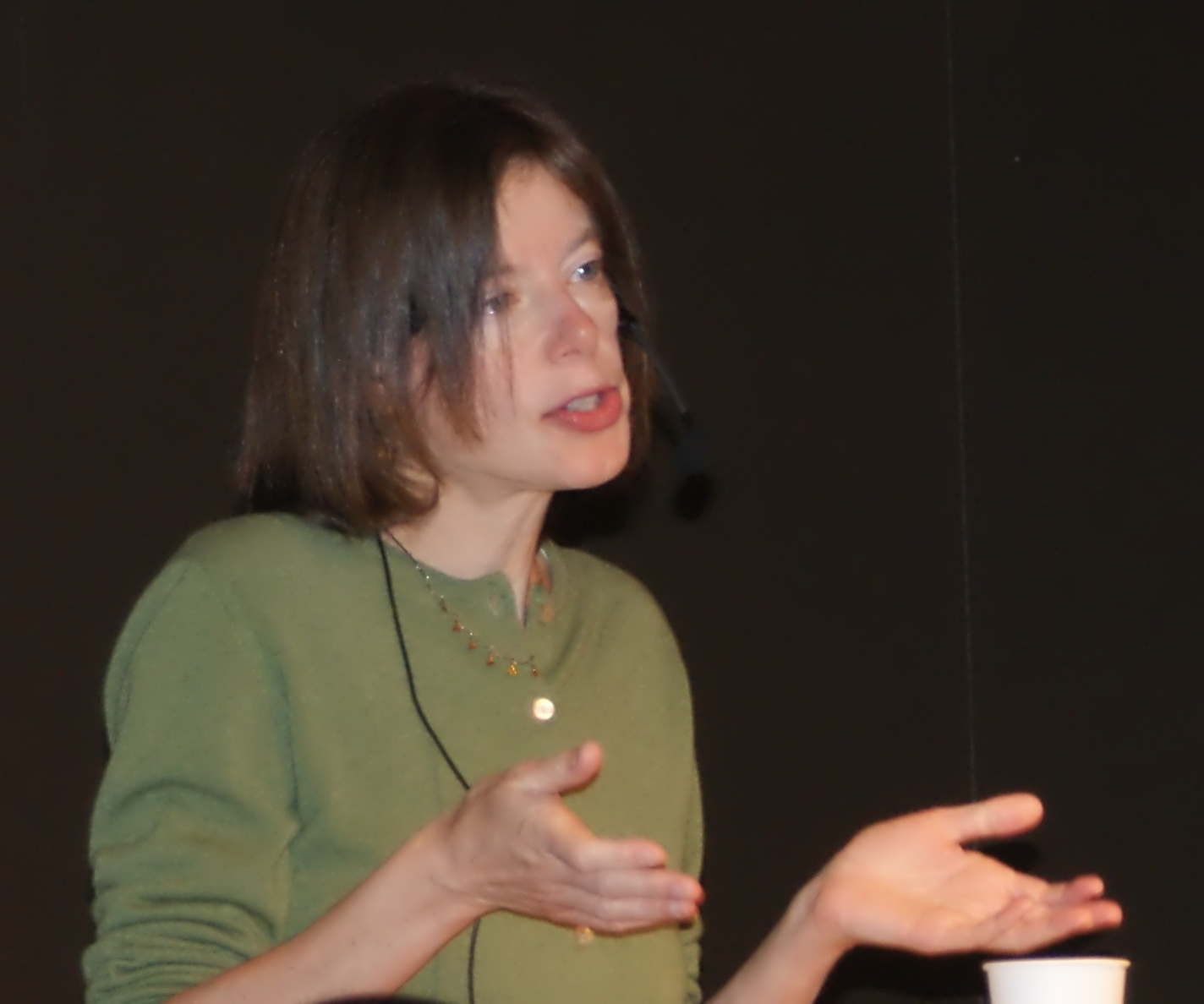

수전 팔루디(Susan Faludi, 1959년 4월 18일 ~)는 미국의 여성주의자이다. 퓰리처상 해설 저널 부분을 수상했다.

## 저서
- 백래시 (책)
- 다크룸 (책)

## 같이 보기
- 제3세대 여성주의